# Paul Jesperson
Paul Jesperson (Merrill, Wisconsin; 2 de diciembre de 1992) es un jugador de baloncesto estadounidense que juega de ala-pívot y actualmente está sin equipo.

## Trayectoria
Es un jugador formado en la Universidad de Iowa, donde en la última temporada promedió en 35 partidos disputados, 11 puntos (49,5% t2, 40,4% t3 y 88,5% tiros libres) y 4 rebotes. 
Al comienzo de la temporada 2016-17, tuvo una breve experiencia profesional en la D-League en el equipo Río Grande Valley Vipers.
Ganó con el Real Madrid el Torneo de Hospitalet en el que fue escogido MVP. Su participación en los dos torneos del Adidas Next Generation se saldó con 9,9 puntos, 7,3 rebotes y 1,3 tapones.
En noviembre de 2016, firmó por el Unión Financiera Oviedo por lo que resta de temporada, para cubrir la marcha de Drew Windler.
En octubre de 2017 pasó a Gimnasia de Comodoro Rivadavia para disputar el Torneo Súper 20 2017 y la Liga Nacional de Básquet 2017-18 llenando un cupo que el equipo tenía vacante.

## Clubes
- Northern Iowa Panthers: 2012-2016
- Rio Grande Valley Vipers (D-League): 2016
- Oviedo Club Baloncesto (LEB Oro): 2016-2017
- Gimnasia y Esgrima (Comodoro Rivadavia) (Liga Nacional de Básquet): 2017[4]